# Ischyrodon seriolus
Ischyrodon seriolus là một loài Rêu trong họ Fabroniaceae. Loài này được (Müll. Hal.) Müll. Hal. miêu tả khoa học đầu tiên năm 1875.